# Stefan Krammer
Stefan Krammer (* 8. März 1972 in Wien) ist ein österreichischer Germanist und Literaturwissenschaftler. Er lehrt seit 2015 als Professor für Neuere deutsche Literatur und ihre Didaktik an der Universität Wien. Seit 2022 ist er Vorsitzender des Senats der Universität Wien und Sprecher der Konferenz der Senatsvorsitzenden der österreichischen Universitäten.

## Ausbildung
Krammer studierte von 1990 bis 1996 die Fächer Deutsche Philologie, Mathematik und eine Fächerkombination aus Theaterwissenschaft, Kunstgeschichte und Architektur an der Universität Wien, der Technischen Universität Wien und an der University of Lancaster in Großbritannien.
2001 dissertierte er mit einer Arbeit zu Thomas Bernhard bei Wendelin Schmidt-Dengler und Monika Meister an der Universität Wien. 2013 erhielt er ebendort die Venia für Neuere deutsche Literatur und ihre Didaktik mit einer Habilitationsschrift zum Thema Identität und Performanz. Aspekte der Literaturlehr- und -lernforschung.

## Beruflicher Werdegang
Schon während seines Doktoratsstudiums konnte Krammer berufliche Erfahrung im internationalen Kontext sammeln. So war er von 1997 bis 1999 als Lektor am German Department der University of Reading in Großbritannien angestellt, von 2000 bis 2001 am Dipartimento di Lingue, Letterature e Culture Straniere der Università degli studi di Roma Tre in Italien.
Schulische Lehrerfahrung machte er von 1999 bis 2000 im Rahmen seines Unterrichtspraktikums am BRG 19 Krottenbachstraße in Wien und von 2002 bis 2009 als teilbeschäftigte Lehrkraft in den Fächern Deutsch und Mathematik am GRG 15 – Auf der Schmelz in Wien.
Von 2005 bis 2015 war er als Senior Scientist am Institut für Germanistik der Universität Wien beschäftigt, baute dort das Fachdidaktische Zentrum Deutsch auf, das er seither auch leitet. Den Ruf auf eine Professur für Literaturwissenschaft des Deutschen und ihre Didaktik an die Universität Köln im Jahr 2014 lehnte er ab.
Seit Oktober 2015 hat Krammer die Professur für Neuere deutsche Literatur und ihre Didaktik am Institut für Germanistik und am Zentrum für Lehrer*innenbildung der Universität Wien inne.
Internationale Sichtbarkeit erhält er durch seine Gastdozenturen, Vortragstätigkeit und Kooperationen im Ausland, etwa mit der Comenius-Universität Bratislava, der Vrije Universiteit Brussel, der Universität Szeged, der Georgetown University in Washington, D.C. sowie der Fudan-Universität in Shanghai.

## Funktionen (Auswahl)
Krammer ist seit Oktober 2022 Vorsitzender des Senats der Universität Wien, dem er seit 2013 angehört. Von 2016 bis 2022 fungierte er dort als Vorsitzender der Curricularkommission, zuständig für alle Curricula an der Universität Wien.
Im Oktober 2022 wurde er zudem zum Sprecher der Konferenz der Senatsvorsitzenden der österreichischen Universitäten gewählt. Damit verbunden ist auch die Mitwirkung an der Hochschulkonferenz des Bundesministeriums für Bildung, Wissenschaft und Forschung (BMBWF).
Darüber hinaus engagiert er sich in außeruniversitären Gremien. Im September 2019 übernahm er von seinem Vorgänger Sigurd Scheichl den Vorstandsvorsitz der Dokumentationsstelle für neuere österreichische Literatur im Literaturhaus Wien. Von 2015 bis 2022 war er auch Vorsitzender des Österreichischen Forums Deutschdidaktik, von 2020 bis 2022 stellvertretender Vorsitzender des Symposions Deutschdidaktik e.V. (SDD).

## Forschung
Krammers Forschungsschwerpunkte liegen im Bereich der deutschsprachigen, insbesondere österreichischen Literatur des 19. bis 21. Jahrhunderts, der Lese-, Literatur- und Mediendidaktik, der Rhetorik, Semiotik und Dekonstruktion, der Dramen- und Theatertheorie, des Politischen in der Literatur sowie der Gendertheorie mit Fokus auf Männlichkeitsforschung.
Er engagierte sich in diversen Drittmittelprojekten, u. a. im FWF-Projekt Tropen des Staates. Denkfiguren des politischen Gemeinwesens in Literatur, Film und Staatstheorie der Zwischenkriegszeit und im Sparkling Science Projekt (Un)Doing Gender als gelebtes Unterrichtsprinzip.
Seit 2019 leitet er den Forschungsverbund Geschichte und Theorie der Biographie an der Universität Wien. Zudem ist er als konstituierendes Mitglied der universitären Forschungsplattform Mediatised Lifeworlds: Young people’s narrative constructions, connections and appropriations und des Interuniversitären Forschungsverbunds Elfriede Jelinek aktiv.

## Schriften (Auswahl)
- „redet nicht von Schweigen …“ – Zu einer Semiotik des Schweigens im dramatischen Werk Thomas Bernhards. Würzburg 2003, ISBN 3-8260-2459-1.[3]
- als Herausgeber mit Sabine Zelger: Literatur und Politik im Unterricht. Schwalbach am Taunus 2015, ISBN 3-7344-0174-7.
- als Herausgeber mit Inge Arteel: In-Differenzen. Alterität im Schreiben Josef Winklers. Tübingen 2016, ISBN 3-95809-322-1.
- Fiktionen des Männlichen. Männlichkeitsforschung in der Literaturwissenschaft. Wien 2018, ISBN 3-7089-1517-8.
- als Herausgeber mit Matthias Leichtfried und Markus Pissarek: Deutschunterricht im Zeichen der Digitalisierung. Innsbruck 2021, ISBN 978-3-7065-6095-5.